# Mount Rainier
Mount Rainier er en aktiv vulkan 87 km SØ for Seattle. Vulkanen ses over byen fra søsiden. Den har ikke været i udbrud siden 1894, men regnes for at være aktiv, og der har været mindre aktivitet i slutningen af 1900-tallet. Det tidligste udbrud har formodentlig fundet sted for omkring 840.000 år siden. Selve vulkanens kegle er mere end 500.000 år gammel. Vulkanen er den højeste vulkan i USA bortset fra Alaska og er en del af bjergkæden Cascades, hvor den med sine 4.392 m er det højeste punkt.
Bjerget virker meget højere end det er: Det skyldes bjergets meget høje primærfaktor på 4.026 m. Mount Rainier er nummer 21 blandt alverdens bjerge, når det gælder primærfaktor, der er bjergets "skulderhøjde", eller hvor meget bjerget stiger i forhold til de nærmeste omgivelser.